# Orlunda socken
Orlunda socken i Östergötland ingick i Aska härad, ingår sedan 1980 i Vadstena kommun och motsvarar från 2016 Orlunda distrikt.
Socknens areal är 13,08 kvadratkilometer, varav 13,05 land. År 2000 fanns här 163 invånare. Kyrkbyn Orlunda med sockenkyrkan Orlunda kyrka ligger i denna socken. 

## Administrativ historik
Orlunda socken har medeltida ursprung. 
Vid kommunreformen 1862 övergick socknens ansvar för de kyrkliga frågorna till Orlunda församling och för de borgerliga frågorna till Orlunda landskommun. Landskommunen inkorporerades 1952 i Aska landskommun, ingick 1974-1979 i Motala kommun och från 1980 i Vadstena kommun. Församlingen uppgick 2006 i Aska församling.
1 januari 2016 inrättades distriktet Orlunda, med samma omfattning som församlingen hade 1999/2000.  
Socknen har tillhört samma fögderier och domsagor som socknens härad.  De indelta soldaterna tillhörde  Första livgrenadjärregementet, Motala kompani och Andra livgrenadjärregementet, Skenninge kompani.

## Geografi
Orlunda socken ligger öster om Vadstena. Socknen är uppodlad bördig slättbygd.

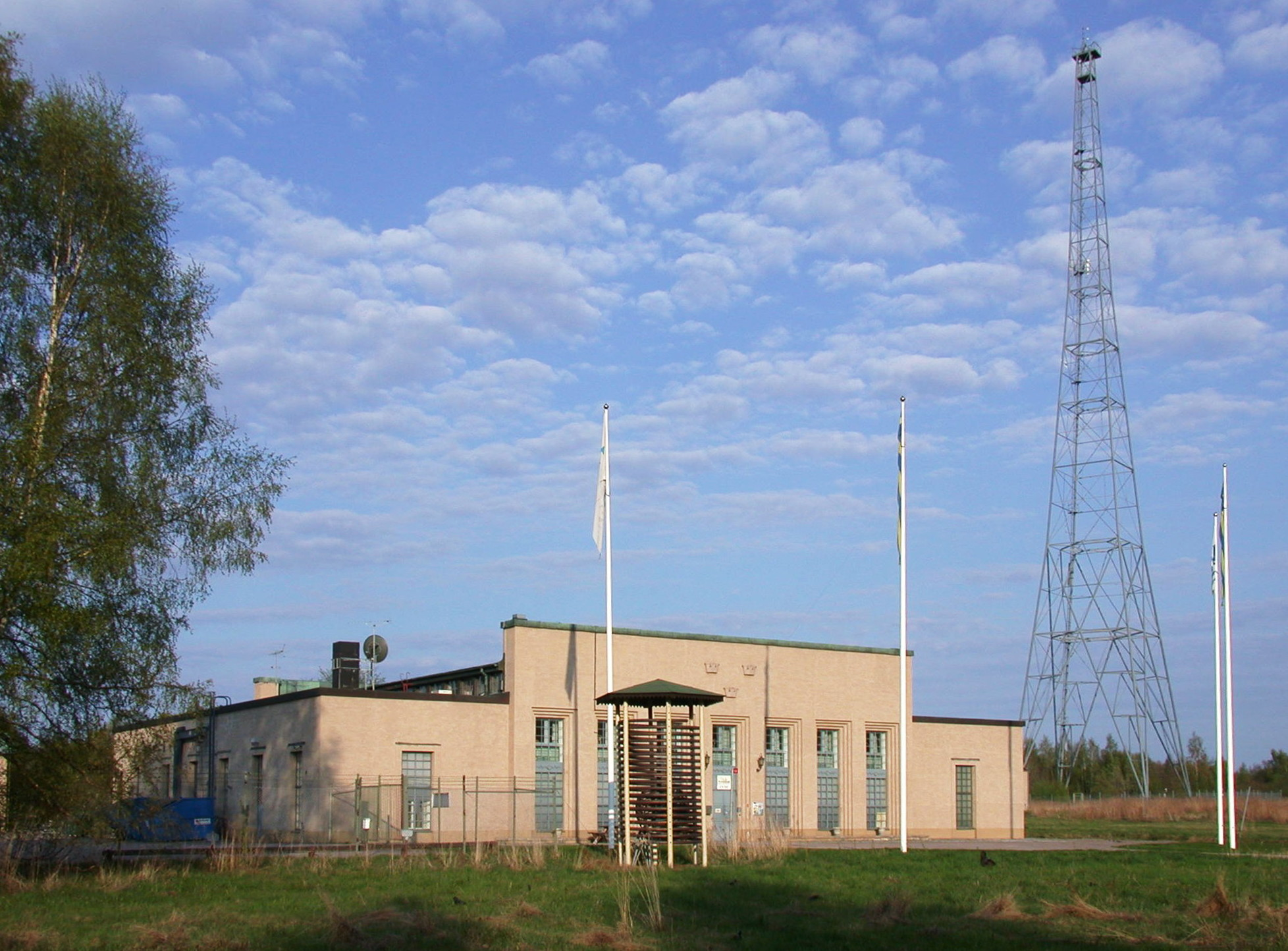
Orlunda långvågsstation (systeranläggning till Motala radiostation på bilden) och Orlundamasten var placerad i denna socken.

## Fornlämningar
Kända från socknen är två gravfält från järnåldern. Fem runristningar är antecknade från socknen.

## Namnet
Namnet (1385 Odhlunda) kommer från en av kyrkbyn. Förleden är oklar. Efterleden är lund, 'skogsdunge'.

### Fotnoter
1. 1 2  Svensk Uppslagsbok andra upplagan 1947–1955: Orlunda socken
2. 1 2  Harlén, Hans; Harlén Eivy (2003). Sverige från A till Ö: geografisk-historisk uppslagsbok. Stockholm: Kommentus. Libris 9337075. ISBN 91-7345-139-8
3. ↑  ”Församlingar”. Statistiska centralbyrån. https://www.scb.se/hitta-statistik/regional-statistik-och-kartor/regionala-indelningar/forsamlingar/. Läst 30 december 2022.
4. ↑  Administrativ historik för Orlunda socken (Klicka på församlingsposten). Källa: Nationella arkivdatabasen, Riksarkivet.
5. 1 2  Sjögren, Otto (1931). Sverige geografisk beskrivning del 2 Östergötlands, Jönköpings, Kronobergs, Kalmar och Gotlands län. Stockholm: Wahlström & Widstrand. Libris 9939
6. 1 2  Nationalencyklopedin
7. ↑  Fornlämningar, Statens historiska museum: Orlunda socken
8. ↑  Fornminnesregistret, Riksantikvarieämbetet: Orlunda socken Fornminnen i socknen erhålls på kartan genom att skriva in sockennamn (utan "socken") i "Ange geografiskt område"
9. ↑  Mats Wahlberg, red (2003). Svenskt ortnamnslexikon. Uppsala: Institutet för språk och folkminnen. Libris 8998039. ISBN 91-7229-020-X. https://isof.diva-portal.org/smash/get/diva2:1175717/FULLTEXT02.pdf